# Omgangsrecht
Omgangsrecht is het wederzijdse recht van iemand (ouder, grootouder, stiefouder, derden) en een minderjarig kind om contact met elkaar te houden. Als ouders, die samen het gezag hebben over hun kinderen na het verbreken van de relatie of het eindigen van hun huwelijk uit elkaar gaan, moeten zij een ouderschapsplan opstellen, waarin zij de wijze waarop zij de zorg- en opvoedingstaken beschrijven. De vastlegging kan onderling gebeuren, met tussenkomst van een mediator of door bemoeienis van een rechter. Hoewel in algemene zin al eerder een recht is het specifieke recht op omgang is in 1990 (destijds art. 161 nu 1:377a van het Burgerlijk Wetboek) in de Nederlandse wet vastgelegd. Bij het vastleggen daarvan zijn ook de uitzonderingsgronden bepaald waarmee ook de omgangsontzegging werd gecodificeerd. 
Conform artikel 8.1 EVRM is iedereen die family life heeft of had met het kind, in principe gerechtigd tot omgang met het kind. Dit betekent dat eenieder die intensieve omgang heeft gehad met het kind in beginsel recht heeft op omgang. Echter worden net als in Nederland ook in andere landen uitzonderingen gemaakt op deze wet. Zo kan het zijn dat de rechter omgang te belastend vindt voor het kind waardoor hij het recht niet zal toekennen. Voorbeelden van uitspraken zijn schaars, daar familiezaken als deze niet openbaar worden behandeld.
Omgang is niet hetzelfde als gelijkwaardig ouderschap. het woord omgang gaat namelijk niet in op de volwaardige voortzetting van de opvoedingsrelatie. Omgangsrecht kan ook bestaan zonder gezamenlijk gezag en gezamenlijk gezag kan volgens sommige rechtsgeleerden ook bestaan zonder omgangsrecht of defacto omgang. Doorgaans heeft de (gedeeld) gezaghebbende wel omgang met het kind. 
Een niet goed functionerende omgangsregeling kan aanleiding zijn voor zeer veel problemen bij ouder en bij kind, en reden zijn voor een heftige strijd tussen beide ouders. Familierechtenorganisaties geven aan deze situatie waarin het omgangsrecht niet wordt nageleefd of beperkt functioneert de dikwijls de naam omgangsonrecht. 
Regelingen rond het omgangsrecht kunnen door de (kinder)rechter gewijzigd worden. 